# Mineo Ōsumi
Le baron Mineo Ōsumi (村上 格一, Ōsumi Mineo) (1er mai 1876 - 5 février 1941) est un amiral de la marine impériale japonaise qui fut deux fois ministre de la Marine dans les années 1930. Il meurt en Chine lorsque l'avion qui le transporte est abattu pendant la seconde guerre sino-japonaise.

## Biographie
Né dans la préfecture de Kōchi, Ōsumi grandit cependant dans la préfecture d'Aichi. Il sort diplômé de la 24e promotion de l'académie navale impériale du Japon où il se classe 3e sur 18 cadets. Il sert comme aspirant sur la corvette Hiei (en), le croiseur Itsukushima (en) et le cuirassé Yashima (en). Nommé enseigne, il est affecté sur le croiseur Chiyoda puis sur l'Azuma pendant un voyage vers la France en 1899.
De retour au Japon, Ōsumi est promu lieutenant et sert comme chef de la navigation sur les croiseurs Saien et Matsushima (en), et sur le navire de patrouille Manshu durant la guerre russo-japonaise. Avec le Matsushima, il participe à la bataille de Port-Arthur et à d'autres combats.
Après ce conflit, Ōsumi retourne à l'école navale impériale du Japon et devient lieutenant-commandant le 29 septembre 1906. Servant à divers postes d'État-major, il est attaché naval en Allemagne du 27 janvier 1909 au 1er décembre 1911.
De retour au Japon, Ōsumi est promu commandant et affecté comme aide-de-camp de l'amiral Tōgō Heihachirō. Il passe un an comme commandant en second du croiseur de bataille Tsukuba (en) de 1913 à 1914, retourne à des postes d'État-major jusqu'au 1er décembre 1917 quand il reçoit le commandement du cuirassé Asahi.
Du 1er décembre 1918 au 1er juillet 1921, Ōsumi est attaché naval en France. Durant cette période, il participe à la délégation japonaise des négociations du traité de Versailles et est promu contre-amiral le 1er décembre 1920.
Revenu au Japon, Ōsumi sert comme directeur du bureau des affaires navales en 1922, est promu vice-amiral en 1924, vice-ministre de la Marine en 1925, commandant-en-chef de la 2e flotte en 1928, et commandant-en-chef du district naval de Yokosuka en 1929. Il est promu amiral le 1er avril 1930. Il est un fervent partisan de la doctrine d'expansion vers le Sud (Nanshin-ron) mais refuse de s'aligner lui-même ni avec la faction du traité, ni avec la faction de la flotte.
Ōsumi sert comme ministre de la Marine de décembre 1931 à mai 1932 dans le gouvernement du Premier ministre Wakatsuki Reijirō.
Il est de nouveau ministre de la Marine de janvier 1933 à mars 1936 dans les gouvernements de Saitō Makoto et Keisuke Okada. En dépit de sa réputation de libéral, il soutient la décision de se retirer de la Société des Nations tout en réclamant un plus grand budget pour la marine et une renégociation du traité naval de Washington. Lors d'un débat « beurre et canons (en) », Ōsumi affirme aux législateurs japonais que l'important est d'agrandir la marine et que « toute la nation japonaise doit être prête à faire face à la situation, même si nous en sommes réduits à manger du gruau de riz ».
Le 26 décembre 1935, il reçoit le titre de baron (danshaku) selon le système de noblesse kazoku. Il sert comme conseiller naval à partir de 1936.
Ōsumi est tué au combat le 5 février 1941 durant la seconde guerre sino-japonaise quand son avion, un appareil de transport, est abattu par la guérilla chinoise peu après son décollage de Canton vers l'île de Hainan également occupée par les Japonais.